# Litteau
Litteau ist eine französische Gemeinde im Département Calvados in der Region Normandie mit 276 Einwohnern (Stand: 1. Januar 2022). Litteau gehört zum Arrondissement Bayeux und zum Kanton Trévières. 

## Geografie
Litteau liegt etwa 24 Kilometer südwestlich von Bayeux. Umgeben wird Litteau von den Nachbargemeinden Montfiquet im Norden, La Bazoque im Osten und Nordosten  sowie Bérigny im Süden und Westen.

## Bevölkerungsentwicklung
| 1962                      | 1968 | 1975 | 1982 | 1990 | 1999 | 2006 | 2013 |
| ------------------------- | ---- | ---- | ---- | ---- | ---- | ---- | ---- |
| 278                       | 253  | 241  | 227  | 217  | 214  | 242  | 270  |
| Quelle: Cassini und INSEE |      |      |      |      |      |      |      |

## Sehenswürdigkeiten
- Kirche Notre-Dame-de-l'Assomption aus dem 13. Jahrhundert

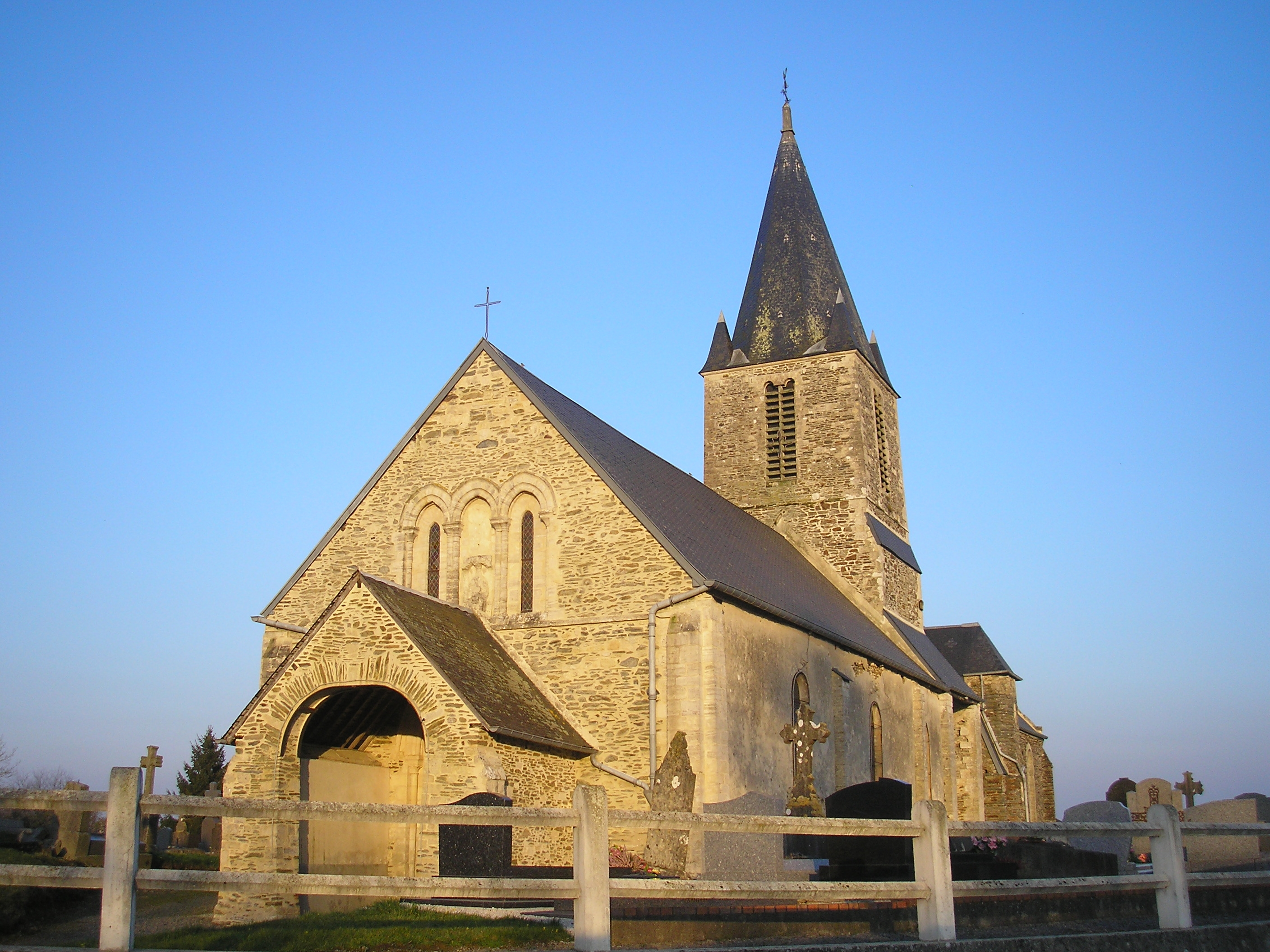
Kirche Notre-Dame-de-l'Assomption

- Schloss Tallebois

## Persönlichkeiten
- Hippolyte Guérin (1797–1861), Dichter